# 小鮮肉
小鮮肉（シャオシェンロウ）は、中国のインターネットスラングで、「若いイケメン」といった意味。通常は十代から二十代の男性で、美形の若者を意味する。通常は、実力がないものの顔立ちがよいことだけで、ファンが持てはやしている。
吉光正絵は、「百度百科」の記述を踏まえて、「性格が純良でおとなしく若く見た目が良い男性を指す」と説明している。

## 小鮮肉の特徴
小鮮肉は、「小」、「鮮」、「肉」の3要素を備えている者とされる。
「小」は、若いことを意味するが、具体的な年齢については、25歳以下、12歳から28歳まで、12歳から30歳まで、など様々に説明される。
「鮮」は、恋愛の噂などのスキャンダルがなく、擦れていないことを意味する。
「肉」は、顔立ちのみならず、長い脚など身体的に優れていることを意味し、細身に見えるが、身体は鍛えられており、裸体では筋肉質である（いわゆる「細マッチョ」）。見た目は中性的でも逞しい青年ということになる。

## 言葉の起源
「小鮮肉」という用語は、2014年から使われ始めたが、元々はファンたちが自身の好きな男性アイドルへの愛称として用いていたもので、女性が対象の場合の「小花（シャオファ）」に相当するものであった。「小鮮肉」は、通常、純粋な良い性格と単純な感情をもった顔立ちの良い若い好青年である。

## 言葉をめぐる議論
この言葉は、肯定的な意味の場合と、侮蔑的な意味の場合で含意が異なる。中華網科技の「中華網（中华网、china.com）」は、「老骨の演劇人たちは小鲜肉をどう見ているのか? 呉京による評価は要点をついている!（老戏骨们都怎么看待小鲜肉? 吴京的评价最中肯!）」で、娯楽の世界の中だけでねじ曲がって育ち、仕事に真剣に取り組まないのに、尊大に振る舞い、法外な出演料を取る、男子としての気概に欠けた連中の代名詞だとした。
2010年代後半における小鮮肉の人気は、一人っ子政策の影響で、弟や息子がいない環境に育った相対的に年齢の高い女性たちが、理想の「弟」や「息子」を彼らに投影しているのではないかという見解もある。

## 代表的人物
- 陳偉霆（ウィリアム・チャン）（香港）[1]
- 李易峰[1]
- 林更新（ケリー・リン）（中国語版、英語版）[1]
- 鹿晗[1][4]
- 呉亦凡（ウー・イーファン）[1][10]。
- 王源[7]

### グループ
- EXO（韓国）- 鹿晗、呉亦凡など
- TFBOYS[1] - 王源など

## ゲイ・カルチャー
「小鮮肉」がインターネットスラングとして広まって以降、ゲイ・カルチャーの文脈においても、中国語圏の「マッチョなイケメン」男性を意味してこの言葉が用いられるようになっている。
この意味での用法は、英語のゲイ・スラングとしての「トゥインク (twink)」に相当するものとされる。